# Aedes pseudalbopictus
Aedes pseudalbopictus är en tvåvingeart som först beskrevs av Borel 1928.  Aedes pseudalbopictus ingår i släktet Aedes och familjen stickmyggor. Inga underarter finns listade i Catalogue of Life.